# Як вигравати в шашки (кожен раз)
«Як вигравати в шашки (кожен раз)» (англ. How to Win at Checkers (Every Time)) — міжнародно-спродюсований драматичний фільм, знятий Джошем Кімом за однойменним романом Раттавата Лапчароенсапа. Світова прем'єра стрічки відбулась 8 лютого 2015 року на Берлінському кінофестивалі. Фільм був висунутий Таїландом на премію «Оскар-2016» у номінації «найкращий фільм іноземною мовою».

## У ролях
- Тоні Раккаен — дорослий Оат
- Інгкаррат Дамронксаккул — Оат
- Зіра Чутікул — Ек
- Артур Наварат — Джай
- Натарат Лаха — Кітті
- Ковіт Ваттанакуль — Сіа

## Визнання
| Нагороди та номінації фільму «Як вигравати в шашки (кожен раз)» | Нагороди та номінації фільму «Як вигравати в шашки (кожен раз)» | Нагороди та номінації фільму «Як вигравати в шашки (кожен раз)» | Нагороди та номінації фільму «Як вигравати в шашки (кожен раз)» | Нагороди та номінації фільму «Як вигравати в шашки (кожен раз)» | Нагороди та номінації фільму «Як вигравати в шашки (кожен раз)» |
| Рік                                                             | Нагорода                                                        | Категорія                                                       | Номінант                                                        | Результат                                                       |                                                                 |
| --------------------------------------------------------------- | --------------------------------------------------------------- | --------------------------------------------------------------- | --------------------------------------------------------------- | --------------------------------------------------------------- | --------------------------------------------------------------- |
| 2015                                                            | Кінофестиваль FilmOut в Сан-Дієго                               | Найкращий фільм                                                 | «Як вигравати в шашки (кожен раз)»                              | Перемога                                                        |                                                                 |
| 2015                                                            | Кінофестиваль FilmOut в Сан-Дієго                               | Найкращий режисер                                               | Джош Кім                                                        | Перемога                                                        |                                                                 |
| 2015                                                            | Кінофестиваль FilmOut в Сан-Дієго                               | Найкращий художній фільм                                        | «Як вигравати в шашки (кожен раз)»                              | Номінація                                                       |                                                                 |
| 2015                                                            | Кінофестиваль FilmOut в Сан-Дієго                               | Найкращий сценарій                                              | Джош Кім                                                        | Номінація                                                       |                                                                 |
| 2015                                                            | Кінофестиваль FilmOut в Сан-Дієго                               | Найкращий актор                                                 | Зіра Чутікул                                                    | Номінація                                                       |                                                                 |
| 2015                                                            | Азіатсько-Тихоокеанський кінофестиваль у Лос-Анджелесі          | Найкращий художній фільм                                        | «Як вигравати в шашки (кожен раз)»                              | Перемога                                                        |                                                                 |